# Juberri
Juberri (również Juverri) – wieś w Andorze w parafii Sant Julià de Lòria, położona na południu kraju, leżąca obok lewego brzegu rzeki Valira w pobliżu granicy z Hiszpanią. Wieś w 2015 roku liczyła 196 mieszkańców.